# Semi-conducteur intrinsèque
Un semi-conducteur intrinsèque est un matériau semi-conducteur dont le comportement électrique ne dépend que de sa structure, et non de l'adjonction d'impuretés comme dans le cas du dopage.

## Caractéristiques
Mis à part d'éventuels défauts cristallins, la conductivité électrique d'un semi-conducteur est intégralement déterminée par la structure du matériau et ne dépend que de la température. Au zéro absolu, cette conductivité est nulle. Lorsque la température augmente, la probabilité qu'un électron de la bande de valence obtienne suffisamment d'énergie pour rejoindre la bande de conduction augmente également. En conséquence, la conductivité du semi-conducteur augmente par génération thermique.
Dans un semi-conducteur intrinsèque, les électrons de la bande de conduction sont générés en laissant un trou dans la bande de valence ; en conséquence, les concentrations d'électrons (n) et de trous (p) sont égales et valent {\displaystyle n_{i}}, contrairement à un semi-conducteur extrinsèque.
Sachant que :
{\displaystyle n=N_{c}*e^{\frac {E_{F}-E_{C}}{kT}}}
et ;
{\displaystyle p=N_{V}*e^{\frac {E_{V}-E_{F}}{kT}}}
où 
- {\displaystyle N_{c}} et {\displaystyle N_{v}} sont les densités d'états effectives respective des électrons dans la bande de conduction et des trous dans la bande de valence. Ces densités {\displaystyle N_{c}} et {\displaystyle N_{v}} dépendent faiblement de la température. Pour des bandes paraboliques de masse effective {\displaystyle m_{c}} et {\displaystyle m_{v}}, on a :

{\displaystyle N_{c,v}=2\left({\frac {m_{c,v}kT}{2\pi \hbar ^{2}}}\right)^{3/2}=\left({\frac {m_{c,v}}{m_{0}}}\right)^{3/2}\left({\frac {T}{300}}\right)^{3/2}\times 2.5\times 10^{19}\ ({\text{cm}}^{-3}).}
- {\displaystyle E_{F}} est le niveau de Fermi
- kT est l'énergie thermique, produit de la constante de Boltzmann et de la température, qui vaut 26 meV à température ambiante.

En posant Eg=EC-EV, largeur de la bande interdite, on peut facilement déduire ni :
{\displaystyle n_{i}={\sqrt {N_{c}.N_{v}}}.e^{-{\frac {E_{g}}{2kT}}}},
Ainsi que le niveau de Fermi :
{\displaystyle E_{F}={\frac {E_{C}+E_{V}}{2}}+{\frac {3kT}{4}}ln({\frac {m_{v}}{m_{c}}})}
Soit environ à la moitié de la bande interdite, le second terme étant souvent négligeable.
Pour le silicium, on trouve par exemple :
- ni = 1,5 × 1010 cm−3,
- EF=0,553 eV

à température ambiante.

## Exemples
Ce comportement correspond à un semi-conducteur parfait, c'est-à-dire sans défaut structurel ou impureté chimique. Un semi-conducteur réel n'est jamais parfaitement intrinsèque, mais certains matériaux peuvent se rapprocher de ce comportement idéal, comme le silicium monocristallin pur.
Les semi-conducteurs intrinsèques ne conduisent que très peu le courant, sauf à des températures élevées. La technique du dopage permet — entre autres — de pallier ce problème.